# Хан, Хамидудзаман
Хамидудзаман Хан (бенг. হামিদুজ্জামান খান; 16 марта 1946, Кишоргандж, Британская Индия — 20 июля 2025, Дакка) — бангладешский скульптор и художник, один из пионеров современной скульптуры в Бангладеш. Известен своими тематическими и формальными скульптурами, особенно на тему Войны за независимость Бангладеш и изображениями птиц. Его творчество сочетает экспрессионизм, минимализм и стремление к чистоте материалов. Работал как в фигуративном, так и в абстрактном жанрах.

## Биография

### Ранние годы и образование
Родился 16 марта 1946 года в деревне Сахасрам, Кишорегандж. В 1962 году окончил школу и поступил в Колледж искусств и ремёсел Восточного Пакистана (ныне факультет изобразительных искусств Университета Дакки). Изучал живопись под руководством таких мастеров, как Зайнул Абедин, Сафиуддин Ахмед и Мустафа Манвар. В 1967 году получил степень бакалавра изящных искусств.

### Профессиональная деятельность
После окончания колледжа отправился в Эдинбург для лечения после автокатастрофы. Во время пребывания в Европе посетил музеи в Великобритании, Италии и Франции, где был вдохновлён работами Генри Мура, Альберто Джакометти и других. В 1974 году получил стипендию правительства Индии и поступил в Университет Махараджи Саяджирао в Бароде, где в 1976 году получил степень магистра в области бронзового литья.
С 1970 по 2012 год преподавал на факультете изобразительных искусств Университета Дакки. В 1980 году создал скульптуру «Семья птиц» для резиденции президента Бангладеш. В 1988 году его скульптура была установлена в Олимпийском парке Сеула. В 2007 году по просьбе студентов Университета Дакки создал скульптуру «Птица мира», установленную перед Центром преподавателей и студентов.

### Стиль и творчество
Работы Хана охватывают темы Войны за независимость Бангладеш, птиц, человеческих лиц и фигур, а также природных объектов. Использовал бронзу, сталь, камень, алюминий, мрамор и смешанные материалы. Его скульптуры характеризуются архитектурными и геометрическими формами. После 2000 года в его работах преобладает минимализм.

### Награды и признание
В 2006 году был удостоен Экуше Падак — второй по значимости гражданской награды Бангладеш.

## Смерть
Скончался 20 июля 2025 года в возрасте 79 лет в Дакке от пневмонии и осложнений, вызванных лихорадкой денге.